# Брид, Лондон
Лондон Николь Брид (англ. London Nicole Breed; род. 11 августа 1974, Сан-Франциско, Калифорния) — американский политический деятель, действующий мэр Сан-Франциско.

## Биография
Брид родилась и выросла в Сан-Франциско. Происходит из семьи с низким достатком. Её сестра в 2006 году скончалась от передозировки наркотиков, брат на момент её избрания находился в тюрьме. Брид с отличием окончила старшую школу Галилео, в 1997 году окончила Калифорнийский университет в Дейвисе со степенью бакалавра политологии, в 2012 году получила степень магистра по муниципальному управлению в Университете Сан-Франциско. В 1999 году Брид пришла в качестве стажёра в администрацию мэра Уилли Брауна. В 2002 году Браун назначил её исполнительным директором Центра афроамериканской культуры и искусства.
В течение пяти лет Брид занимала должность члена комиссии городского агентства по реконструкции, мэром Гэвином Ньюсомом была введена в комиссию по пожарной безопасности в 2010 году. В 2012 году Брид избралась в наблюдательный совет Сан-Франциско от 5-го округа. В 2015 году она была избрана главой совета. 12 декабря 2017 года скончался от сердечного приступа мэр Эд Ли, после чего Брид стала исполнять обязанности мэра. 23 января 2018 года наблюдательный совет назначил исполняющим обязанности мэра Марка Фаррелла вместо Брид в связи с её участием в выборах на эту должность. Она выиграла специальные выборы мэра, прошедшие 5 июня того же года, и 11 июля официально стала 45-м мэром Сан-Франциско и первой афроамериканкой на этом посту.